# Benedikt Biscop
Sveti Benedikt Biscop, angleški škof in svetnik, * 628, † 690.
Velja za začetnika meniške kulture v Angliji.